# Republik Ezo

Siegel von Ezo; Kanji: Siegel der Regierung von Hokuitō (Hokkaidō); Verzierungen um die Kanji stammen von historischen Jomon-Ainu-Mustern

Die Republik Ezo (jap. 蝦夷共和国, Ezo Kyōwakoku) war eine kurzlebige Abspaltung von Japan auf der nördlichen Insel Ezo (auch Jesso, später Hokkaidō). Sie bestand von Dezember 1868 bis Juni 1869.

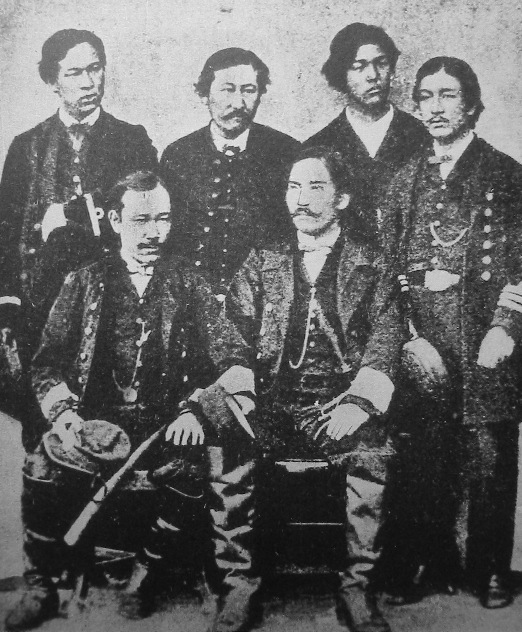
Führer der Republik Ezo, Präsident Enomoto Takeaki vorne rechts (1869)

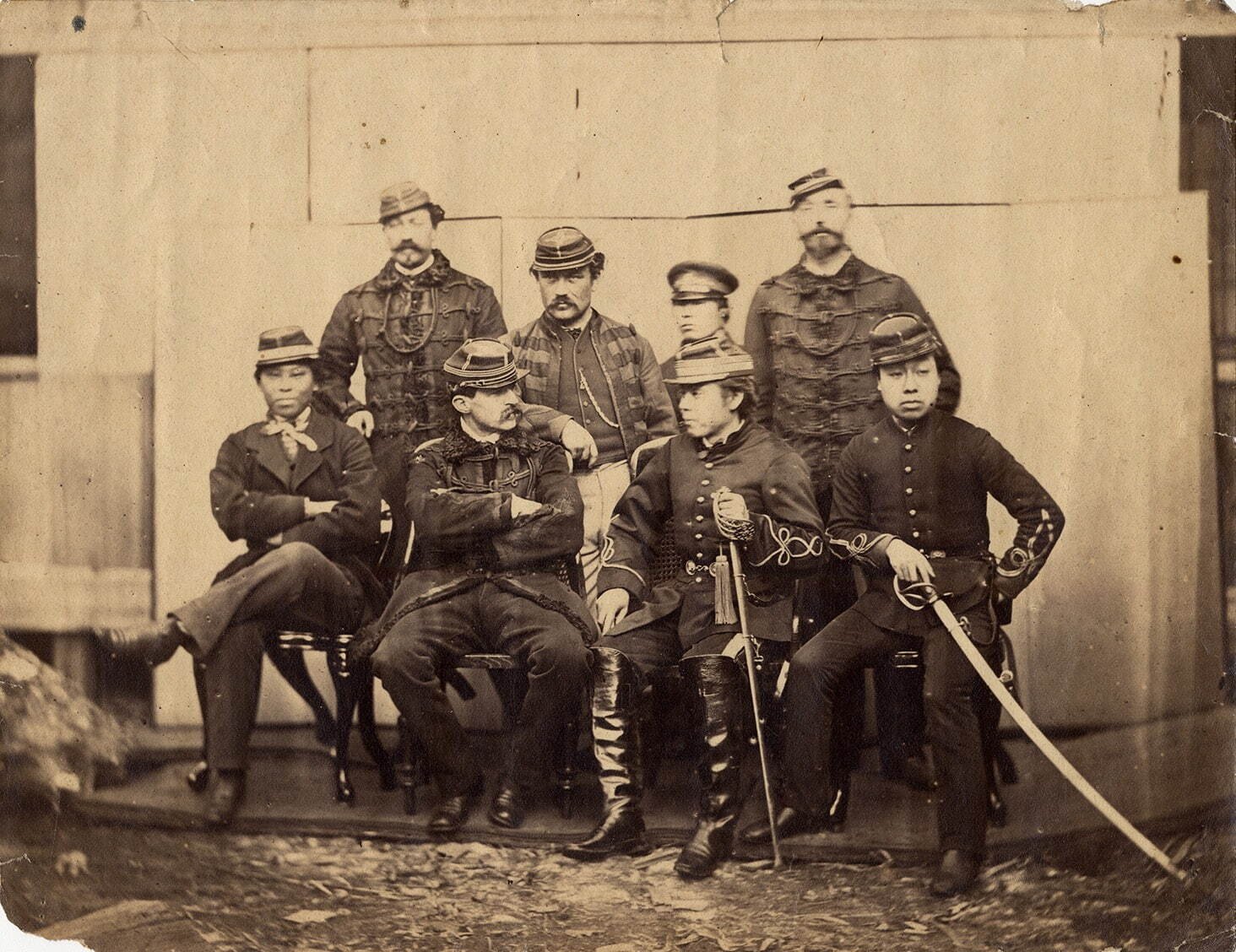
Die französischen Militärberater und ihre japanischen Alliierten. Vordere Reihe, zweiter von links: Jules Brunet, daneben Matsudaira Tarō, Vizepräsident der Republik Ezo.

## Geschichte
Nach der Niederlage der Truppen des Tokugawa-Shogunats im Boshin-Krieg (1868 bis 1869) flüchtete ein Teil der Marine des Shoguns, geführt von Admiral Enomoto Takeaki zusammen mit 2500 Soldaten und einer Handvoll französischer Militärberater unter Jules Brunet auf die Insel Ezo (Hokkaidō).
Am 25. Dezember 1868 errichteten sie eine unabhängige Republik Ezo nach dem Modell der USA und wählten Enomoto als ihren Sōsai (総裁). Er war damit der einzige Präsident eines japanischen Staats überhaupt. Vizepräsident wurde Matsudaira Tarō.
Die neugewählte Regierung versuchte vergeblich, eine internationale Anerkennung für die Republik zu erreichen. Während des Winters befestigte man die Verteidigungsanlagen um die Halbinsel von Hakodate mit der neuen Festung Goryōkaku als Zentrum. Die Truppen standen unter japanisch-französischem Kommando; der japanische Oberbefehlshaber Ōtori Keisuke wurde vom französischen Capitaine Jules Brunet unterstützt. Die Truppen waren in vier Brigaden unter dem Kommando französischer Offiziere (Fortant, Le Marlin, Cazeneuve und Bouffier) unterteilt; jede Brigade bestand wiederum aus zwei Halbbrigaden unter japanischem Kommando.
Die Kräfte des Kaisers festigten rasch ihre Stellung auf dem japanischen Hauptland und im April 1869 entsandten sie eine Flotte und 7000 Mann Infanterie nach Ezo. Die kaiserlichen Truppen stießen rasch vor und gewannen die Seeschlacht von Hakodate. Schließlich war die Festung Goryōkaku mit den verbleibenden 800 Mann der Republik eingeschlossen.
Enomoto entschloss sich am 18. Mai 1869 zur Kapitulation und erkannte die Herrschaft des Kaisers Mutsuhito an. Die Republik Ezo wurde am 27. Juni 1869 in das Japanische Kaiserreich eingegliedert. Im August desselben Jahres bekam die Insel offiziell den heutigen Namen Hokkaido. Enomoto wurde zu einer kurzen Gefängnisstrafe verurteilt, aber 1872 entlassen. Er übernahm einen Posten als Regierungsbeamter in der gerade umbenannten Hokkaido-Landagentur. Später wurde er Botschafter in Russland und hatte mehrere Ministerposten in der Meiji-Regierung inne.

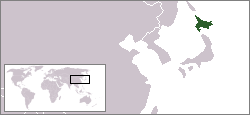
Beanspruchtes Staatsgebiet der Republik Ezo
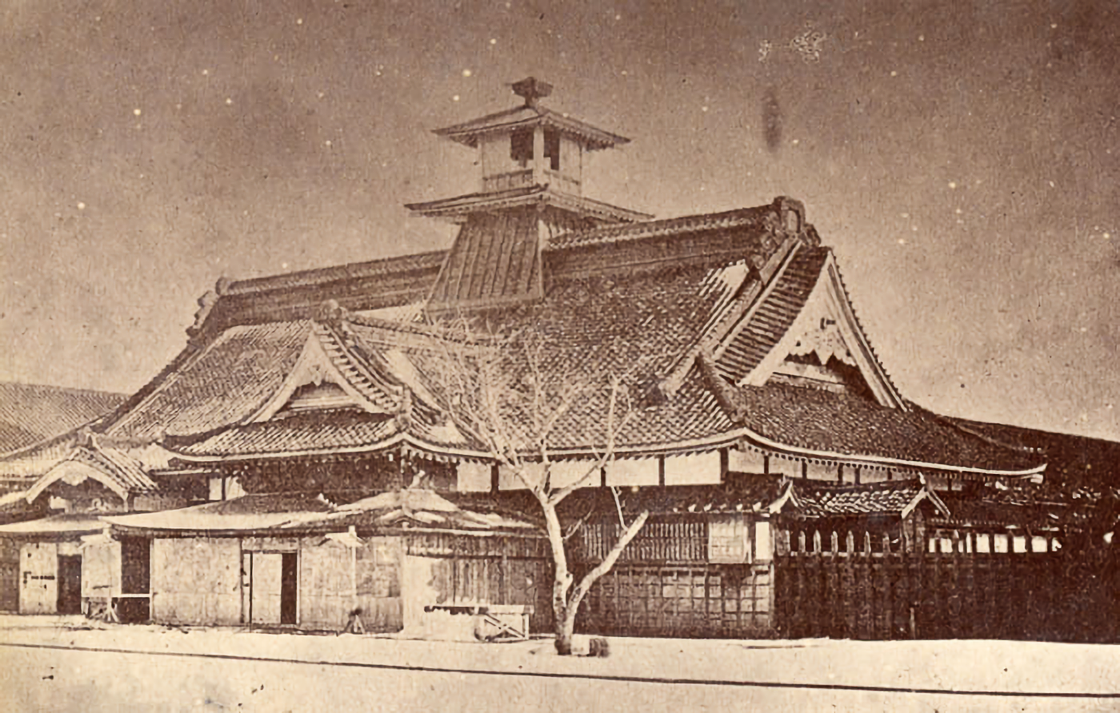
Regierungsgebäude in Goryōkaku
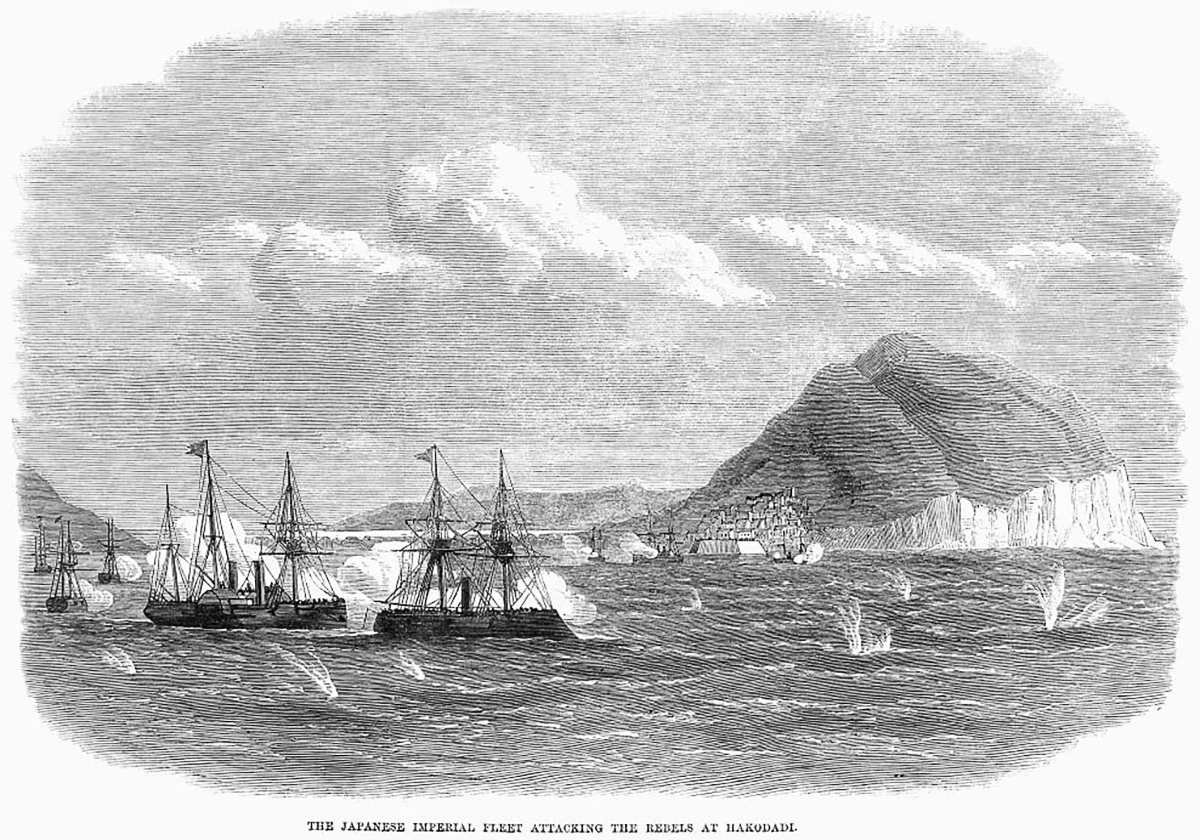
Seeschlacht von Hakodate